# ATS
ATS je bivša njemačka momčad Formule 1.
Momčad je u osam sezona osvojila osam bodova. Günther Schmidt je 1977. kupio Penskeovu šasiju i Cosworthov motor, a njihov vozač Jean-Pierre Jarier je već na prvoj utrci osvojio prvi i jedini bod te sezone. Za 1978. Schmidt je angažirao dizajnera Robina Herda i napravio vlastiti bolid. ATS je promijenio čak šest vozača te sezone. Schmidt je bio poznat kao čovjek teškog karaktera i često je mijenjao vozače. Hans-Joachim Stuck je 1979. osvojio dva boda na VN SAD-a i time kod Schmidta zaradio otkaz. 
Za momčad je 1981. vozio i Šveđanin Slim Borgudd, bubnjar grupe ABBA, te na VN Velike Britanije osvojio jedini bod za momčad te sezone. Sezona 1982. bila je najuspješnija sezona ATS-a u Formuli 1. Nijemac Manfred Winkelhock i Čileanac Eliseo Salazar su 5. mjestima na VN Brazila i VN San Marina, donijeli momčadi 4 boda i 11. mjesto u konstruktorskom poretku. Bili su to i posljednji bodovi za ATS u Formuli 1, iako je Gerhard Berger osvojio 6. mjesto na VN Italije 1984. No kako je momčad prijavila samo jednog vozača na početku sezone, drugi vozač (u ovom slučaju Berger) nije mogao osvajati bodove bez obzira na plasman u utrci.
Nakon neuspjeha u zadnje dvije sezone, Schmidt i ATS su se povukli iz Formule 1. No to nije bio kraj Schmidtovog angažmana u Formuli 1, jer se 1988. vratio s novom momčadi Rial.

## Rezultati
| Godina | Puni naziv momčadi                             | Šasija  | Motor               | Gume | Vozači                                                                                                  | Kostruktorski poredak |
| ------ | ---------------------------------------------- | ------- | ------------------- | ---- | --- | --------------------- |
| 1984.  | Team ATS                                       | D7      | BMW M12/13 S4 (t/c) | P    | Manfred Winkelhock Gerhard Berger                                                                       | 13. mjesto (0 bodova) |
| 1983.  | Team ATS                                       | D6      | BMW M12/13 S4 (t/c) | G    | Manfred Winkelhock                                                                                      | 16. mjesto (0 bodova) |
| 1982.  | Team ATS                                       | D5      | Ford DFV V8         | G    | Manfred Winkelhock Eliseo Salazar                                                                       | 11. mjesto (4 boda)   |
| 1981.  | Team ATS                                       | D4 HGS1 | Ford DFV V8         | M    | Jan Lammers Slim Borgudd                                                                                | 12. mjesto (1 bod)    |
| 1980.  | Team ATS                                       | D3 D4   | Ford DFV V8         | G    | Jan Lammers Marc Surer Harald Ertl                                                                      | 12. mjesto (0 bodova) |
| 1979.  | ATS Wheels                                     | D2 D3   | Ford DFV V8         | G    | Hans-Joachim Stuck                                                                                      | 11. mjesto (2 boda)   |
| 1978.  | ATS Racing Team F&S Properties/ATS Racing Team | HS1 D1  | Ford DFV V8         | G    | Jochen Mass Michael Bleekemolen Jean-Pierre Jarier Alberto Colombo Keke Rosberg Hans Binder Harald Ertl | 15. mjesto (0 bodova) |
| 1977.  | ATS Racing Team                                | PC4     | Ford DFV V8         | G    | Jean-Pierre Jarier Hans Heyer Hans Binder                                                               | 12. mjesto (1 bod)    |

## Vanjske poveznice
- statsf1.com
- atswheels (ger.)  Arhivirana inačica izvorne stranice od 7. travnja 2017. (Wayback Machine)